# Крещатый свод
Креща́тый свод (устаревшее написание «крестчатый») — сомкнутый свод с двумя перекрещивающимися парами распалубок и отверстием в центре для барабана.

Церковь Трифона в Напрудном. Крещатый свод

Крещатый свод появился в Москве в начале XVI века. Согласно мнению большинства исследователей, древнейшим образцом является храм Рождества Христова в Юркино. Он является модификацией западноевропейских крестового и сомкнутого сводов, осуществлённой на Руси венецианскими мастерами, современниками работавшего в Москве Алевиза Нового и, возможно, с ним и приехавшими.
Конструктивно крещатый свод представляет собой сомкнутый свод, „разрезанный“ по осям двумя распалубками или вертикальными стенками, на которые поставлены Λ-образными, в центре он прорезан круглым основанием купола.
Его широкое распространение в средневековой русской архитектуре, как и крещатых бочек, и крещатых церквей, породили гипотезы о независимом происхождении такой конструкции из деревянной архитектуры. Более того, славянская этимология сделала эту концепцию полем дискуссий о самобытности русской архитектуры. Лев Давид, Вольфганг Кавельмахер и Сергей Подъяпольский полагали его среднеазиатские корни, по версии Сергея Заграевского, он был изобретён московскими мастерами.
В последних исследованиях А.Л. Баталов, Д. А. Петров и А.С. Петров обосновали версию о его итальянском происхождении.
Наиболее известны следующие храмы, перекрытые крещатыми сводами:
- Церковь Трифона в Напрудном (Москва);
- Церковь Зачатия Анны, что в Углу в Китай-городе (Москва);
- Церковь Николая Чудотворца, что в Мясниках (Москва);
- Церковь Рождества Христова в Юркине (Московская область);
- Церковь Николы Гостиного в Коломне (Московская область);
- Храм Никиты Мученика на Швивой горке (Москва);
- Храм Живоначальной Троицы в Хорошёве (Москва);
- Церковь Антипия на Колымажном дворе (Москва);
- Старый собор Донского монастыря (Москва).
- Храм Вознесения Господня на Валах (Исидора Блаженного) в Ростове.